# عصب أنفي هدبي
العصب الأنفي الهدبي (بالإنجليزية: Nasociliary nerve)‏ هو عصب يتَفرعُ من العصب العيني. يتفرعُ منه الجذور الحسية للعقدة الهدبية ‏، والعصب الغربالي الخلفي، والأعصاب الهدبية الطويلة، والعصب تحت البكرة ‏، والعصب الغربالي الأمامي.